# Юнацький чемпіонат Європи з футболу (U-19) 2025
Чемпіонат Європи з футболу 2025 серед юнаків до 19 років (англ. 2025 UEFA European Under-19 Championship) — 22-й розіграш чемпіонату Європи з футболу серед юнаків до 19 років і 72-й, якщо враховувати всі юнацькі турніри. Чемпіонат відбувся в Румунії з 13 по 26 червня 2025 року.
Збірна Іспанії захищала титул чемпіона.

## Кваліфікація
Відбірковий турнір до фінальної частини Чемпіонату Європи з футболу 2025 складався з двох раундів:
- Кваліфікаційний раунд: 9 жовтня — 19 листопада 2024 року
- Елітний раунд: 19 березня — 25 березня 2025 року

У кваліфікаційному раунді брали участь 54 команди (Північна Ірландія автоматично потрапила до фінальної частини на правах господаря турніру, Португалія автоматично пройшла в елітний раунд як команда з найвищим коефіцієнтом), які були поділені на 13 груп по 4 команди. В елітний раунд вийшли переможці груп, команди, що зайняли другі місця, і одна найкраща команда серед тих, що посіли треті місця.
В елітному раунді взяли участь 28 команд, які були поділені на 7 груп по 4 команди. Переможці груп вийшли у фінальну частину.

## Збірні, що кваліфікувались на чемпіонат Європи
| Збірна     | Шлях кваліфікації                | Поява на турнірі | Найкращий результат                                             |       |
| ---------- | -------------------------------- | ---------------- | --------------------------------------------------------------- | ----- |
| Румунія    | Господар                         | 3-я              | Груповий етап (2011, 2022)                                      |       |
| Німеччина  | Елітний раунд, переможці групи 6 | 10-а             | Чемпіони (2008, 2014)                                           |       |
| Іспанія    | Елітний раунд, переможці групи 5 | 15-а             | Чемпіони (2002, 2004, 2006, 2007, 2011, 2012, 2015, 2019, 2024) |       |
| Данія      | Елітний раунд, переможці групи 1 | 2-а              | Груповий етап (2024)                                            |       |
| Чорногорія | Елітний раунд, переможці групи 2 | 1-а              | Дебют                                                           | Дебют |
| Нідерланди | Елітний раунд, переможці групи 3 | 6-а              | Півфінал (2017)                                                 |       |
| Норвегія   | Елітний раунд, переможці групи 4 | 8-а              | Півфінал (2023)                                                 |       |
| Англія     | Елітний раунд, переможці групи 7 | 12-а             | Чемпіони (2017, 2022)                                           |       |

## Арени
| Рапід             | Аркул де Тріумф            | Іліє Оане                  |                            |                            |                            |
| Місткість: 14,047 | Місткість: 8,027           | Місткість: 15,073          |                            |                            |                            |
|                   |                            |                            |                            |                            |                            |
| Волунтарі         | Бухарест Волунтарі Плоєшті | Бухарест Волунтарі Плоєшті | Бухарест Волунтарі Плоєшті | Бухарест Волунтарі Плоєшті | Бухарест Волунтарі Плоєшті |
| Ангел Йорденеску  | Бухарест Волунтарі Плоєшті | Бухарест Волунтарі Плоєшті | Бухарест Волунтарі Плоєшті | Бухарест Волунтарі Плоєшті | Бухарест Волунтарі Плоєшті |
| Місткість: 4,600  | Бухарест Волунтарі Плоєшті | Бухарест Волунтарі Плоєшті | Бухарест Волунтарі Плоєшті | Бухарест Волунтарі Плоєшті | Бухарест Волунтарі Плоєшті |
|                   | Бухарест Волунтарі Плоєшті | Бухарест Волунтарі Плоєшті | Бухарест Волунтарі Плоєшті | Бухарест Волунтарі Плоєшті | Бухарест Волунтарі Плоєшті |

## Регламент
Команди, які посіли перше та друге місця у своїй групі, виходять до чвертьфіналу.
На груповому етапі команди ранжуються за очками (3 очки за перемогу, 1 очко за нічию, 0 очок за поразку). Якщо декілька команд мають рівну кількість очок, для визначення їхніх місць застосовуються такі критерії у наступному порядку:
1. Очки набрані у всіх групових матчах.
2. Очки в очних матчах між цими командами.
3. Різниця голів в очних матчах між цими командами.
4. Голи, забиті в очних матчах між цими командами.
5. Різниця голів у всіх групових матчах.
6. Голи, забиті у всіх матчах групи.
7. Серія пенальті, якщо лише дві команди мають однакові показники за всіма наведеними вище критеріями, і вони зустрічаються в останньому раунді групи.
8. Дисциплінарні очки (червона картка = 3 очки, жовта картка = 1 очко, вилучення за дві жовті картки в одному матчі = 3 очки).
9. Рейтинг коефіцієнтів УЄФА для фінального жеребкування.
10. Жереб.

На стадії плей-оф для визначення переможців у разі необхідності використовується додатковий час і серія пенальті.

## Груповий етап
Зазначено місцевий час початку матчів EEST (UTC+3).
У кожній із двох груп беруть участь чотири команди. Команди, що посіли перше і друге місце, виходять у півфінал.

### Група A
| Поз | Команда     | І | В | Н | П | ГЗ | ГП | РГ  | О | Кваліфікація |
| --- | ----------- | - | - | - | - | -- | -- | --- | - | ------------ |
| 1   | Іспанія     | 3 | 3 | 0 | 0 | 9  | 1  | +8  | 9 | Плей-оф      |
| 2   | Румунія (H) | 3 | 2 | 0 | 1 | 6  | 4  | +2  | 6 | Плей-оф      |
| 3   | Данія       | 3 | 1 | 0 | 2 | 5  | 4  | +1  | 3 |              |
| 4   | Чорногорія  | 3 | 0 | 0 | 3 | 1  | 12 | −11 | 0 |              |

| 13 червня 2025 17:00 |

| Іспанія    | 1–0      | Данія |
| ---------- | -------- | ----- |
| Меріно 45' | Протокол |       |

| Рапід, Бухарест Глядачів: 731 Арбітр: Лотар Дхондт (Бельгія) |

| 13 червня 2025 20:00 |

| Румунія                | 2–1      | Чорногорія   |
| ---------------------- | -------- | ------------ |
| Марінкау 63' Барбу 90' | Протокол | Влахович 13' |

| Аркул де Тріумф, Бухарест Глядачів: 2 934 Арбітр: Менелаос Антоніу (Кіпр) |

| 16 червня 2025 17:00 |

| Данія                                                | 5–0      | Чорногорія |
| ---------------------------------------------------- | -------- | ---------- |
| - Бертельсен 9' - Темсен 32', 52' - Агіекум 68', 74' | Протокол |            |

| Рапід, Бухарест Глядачів: 389 Арбітр: Антоні Бандич (Боснія і Герцеговина) |

| 16 червня 2025 20:00 |

| Румунія        | 1–3      | Іспанія                                    |
| -------------- | -------- | ------------------------------------------ |
| - Шиміонас 49' | Протокол | - Кордеро 3' - Мартін 67' - Монсеррате 73' |

| Ангел Йорденеску, Волунтарі Глядачів: 3 764 Арбітр: Роб Геннессі (Ірландія) |

| 19 червня 2025 19:00 |

| Данія | 0–3      | Румунія                               |
| ----- | -------- | ------------------------------------- |
|       | Протокол | - Гутя 34' - Барбу 58' - Вермешан 77' |

| Аркул де Тріумф, Бухарест Глядачів: 6 133 Арбітр: Андреа Коломбо (Італія) |

| 19 червня 2025 19:00 |

| Чорногорія | 0–5      | Іспанія                                                |
| ---------- | -------- | ------------------------------------------------------ |
|            | Протокол | - Жуньєн 14', 28', 65' - Віржилі 16' - Уестамендія 35' |

| Іліє Оане, Плоєшті Глядачів: 1 594 Арбітр: Менелаос Антоніу (Кіпр) |

### Група B
| Поз | Команда    | І | В | Н | П | ГЗ | ГП | РГ | О | Кваліфікація |
| --- | ---------- | - | - | - | - | -- | -- | -- | - | ------------ |
| 1   | Нідерланди | 3 | 3 | 0 | 0 | 9  | 2  | +7 | 9 | Плей-оф      |
| 2   | Німеччина  | 3 | 1 | 1 | 1 | 7  | 9  | −2 | 4 | Плей-оф      |
| 3   | Англія     | 3 | 0 | 2 | 1 | 9  | 11 | −2 | 2 |              |
| 4   | Норвегія   | 3 | 0 | 1 | 2 | 3  | 6  | −3 | 1 |              |

| 14 червня 2025 16:00 |

| Англія                        | 2–2      | Норвегія                   |
| ----------------------------- | -------- | -------------------------- |
| - Вотсон 11' - Мур 80' (пен.) | Протокол | - Рессінг 18' - Гранос 45' |

| Іліє Оане, Плоєшті Глядачів: 1 433 Арбітр: Антоні Бандич (Боснія і Герцеговина) |

| 14 червня 2025 19:00 |

| Німеччина | 0–3      | Нідерланди                      |
| --------- | -------- | ------------------------------- |
|           | Протокол | - Уфкір 43', 90+1' - Сміт 90+4' |

| Ангел Йорденеску, Волунтарі Глядачів: 783 Арбітр: Хав'єр Альберола Рохас (Іспанія) |

| 17 червня 2025 16:00 |

| Норвегія | 0–2      | Нідерланди              |
| -------- | -------- | ----------------------- |
|          | Протокол | - Сміт 65' - Конаду 83' |

| Іліє Оане, Плоєшті Глядачів: 683 Арбітр: Лотар Дхондт (Бельгія) |

| 17 червня 2025 19:00 |

| Німеччина                                                 | 5–5      | Англія                                                              |
| --------------------------------------------------------- | -------- | ------------------------------------------------------------------- |
| - Дарвіх 7' - Ель Мала 31', 48' - Мерштедт 42' - Вурм 44' | Протокол | - Кінг 35' - Вітлі 52' - Расселл-Денні 55' - Ебботт 61' - Деррі 63' |

| Аркул де Тріумф, Бухарест Глядачів: 1 104 Арбітр: Андреа Коломбо (Італія) |

| 20 червня 2025 19:00 |

| Норвегія     | 1–2      | Німеччина                       |
| ------------ | -------- | ------------------------------- |
| - Гранос 72' | Протокол | - Уедраого 85' - Ель Мала 90+1' |

| Ангел Йорденеску, Волунтарі Глядачів: 312 Арбітр: Хав'єр Альберола Рохас (Іспанія) |

| 20 червня 2025 19:00 |

| Нідерланди                                                | 4–2      | Англія                    |
| --------------------------------------------------------- | -------- | ------------------------- |
| - Сміт 22' - Редмонд 35', 69' - Веннегор оф Гесселінк 42' | Протокол | - Вітлі 52' - Деррі 90+3' |

| Рапід, Бухарест Глядачів: 738 Арбітр: Роб Геннессі (Ірландія) |

## Плей-оф

### Турнірна сітка
|  | Півфінали                              | Півфінали  |                              |   | Фінал | Фінал |
|  |                                        |            |                              |   |       |       |
|  | 23 червня – Бухарест (Аркул де Тріумф) |            |                              |   |       |       |
|  |                                        |            |                              |   |       |       |
|  | Іспанія (дч)                           | 6          |                              |   |       |       |
|  | Іспанія (дч)                           | 6          | 26 червня – Бухарест (Рапід) |   |       |       |
|  | Німеччина                              | 5          |                              |   |       |       |
|  | Німеччина                              | 5          | Іспанія                      | 0 |       |       |
|  | 23 червня – Бухарест (Рапід)           |            | Іспанія                      | 0 |       |       |
|  |                                        | Нідерланди | 1                            |   |       |       |
|  | Нідерланди                             | Нідерланди | 1                            | 3 |       |       |
|  | Нідерланди                             |            |                              | 3 |       |       |
|  | Румунія                                | 1          |                              |   |       |       |
|  | Румунія                                | 1          |                              |   |       |       |

### Півфінали
| 23 червня 2025 17:00 |

| Іспанія                                                      | 6–5 (дч) | Німеччина                                                     |
| ------------------------------------------------------------ | -------- | ------------------------------------------------------------- |
| - Гарсія 61', 90+1', 90+5', 119' - Маркес 97' - Віржилі 113' | Протокол | - Мерштедт 28', 104', 107' - Ель Мала 78' - Куенка 90+9' (аг) |

| Аркул де Тріумф, Бухарест Глядачів: 1 322 Арбітр: Лотар Дхондт (Бельгія) |

| 23 червня 2025 20:00 |

| Нідерланди                          | 3–1      | Румунія     |
| ----------------------------------- | -------- | ----------- |
| - Конаду 36' - Сміт 42' - Сліті 53' | Протокол | - Барбу 68' |

| Рапід, Бухарест Глядачів: 12 199 Арбітр: Андреа Коломбо (Італія) |

### Фінал
| 26 червня 2025 20:00 |

| Іспанія | 0–1      | Нідерланди       |
| ------- | -------- | ---------------- |
|         | Протокол | Хіменес 63' (аг) |

| Рапід, Бухарест Глядачів: 6 159 Арбітр: Роб Геннессі (Ірландія) |

| Чемпіон Європи 2025  |
| -------------------- |
| Нідерланди 1-й титул |